# Liste des ouvertures d'échecs suivant l'ex-code informateur
Cet article utilise la notation algébrique pour décrire des coups du jeu d'échecs.
Voici une liste des ouvertures d'échecs, organisée selon l'ancienne classification de l'Informateur des échecs. L'Informateur classait les ouvertures en trois grandes catégories (R, E et D), et chacune de ces catégories comportait 10 sous-catégories, numérotées de 0 à 9. Cette classification fut l'œuvre de Braslav Rabar.

## Groupes principaux d'ouvertures
La classification générale était publiée dans les numéros de l'Informateur des échecs

### R (le reste, ouvertures diverses)
- R0 : 1. f4, 1. g3, 1. b4 et autres débuts « rares »
- R1 : 1. Cf3 (début Réti et autres attaques indiennes)
- R2 : 1. c4 (ouverture anglaise, continuations autres que ...e7-e5 et ...c7-c5)
- R3 : 1. c4 e5 (ouverture anglaise, sicilienne inversée)
- R4 : 1. c4 c5 (ouverture anglaise symétrique)
- R5 : 1. d4 (ouvertures du pion dame sans c2-c4)
- R6 : 1. d4 f5 (défense hollandaise)
- R7 : 1. d4 Cf6 (défense Benoni, défense vieille-indienne et systèmes indiens « rares » avec c2-c4 sans ...e6 et sans ...g6)
- R8 : 1. e4 (débuts semi-ouverts : défense Pirc, défense Alekhine, défense scandinave, défense Nimzowitsch notamment)
- R9 : 1. e4 c6 (défense Caro-Kann)

### E [1. e4 suivi de 1... e6 ou 1... e5 ou 1... c5]
- E0 : 1. e4 e6 (défense française)
- E1 : 1. e4 e5 (débuts ouverts autres que la partie espagnole)
- E2 : 1. e4 e5 2. Cf3 Cc6 3. Fb5 (partie espagnole jusqu'à E4)
- E3 : 1. e4 e5 2. Cf3 Cc6 3. Fb5 a6 4. Fa4 Cf6 (partie espagnole)
- E4 : 1. e4 e5 2. Cf3 Cc6 3. Fb5 a6 4. Fa4 Cf6 5. 0-0 Fe7 6. Te1 b5 7. Fb3 0-0 8. c3 d6 9. h3 (Espagnole fermée)
- E5 : 1. e4 c5 (défense sicilienne jusqu'à E9)
- E6 : 1. e4 c5 2. Cf3 Cc6
- E7 : 1. e4 c5 2. Cf3 Cc6 3. d4 cxd4 4. Cxd4 Cf6 5. Cc3
- E8 : 1. e4 c5 2. Cf3 d6
- E9 : 1. e4 c5 2. Cf3 d6 3. d4 cxd4 4. Cxd4 Cf6 5. Cc3 a6 (variante Najdorf)

### D [1. d4 d5 2. c4 et 1. d4 Cf6 2. c4, suivi de 2... e6 ou 2... g6]
- D0 : 1. d4 d5 2. c4 (gambit dame accepté, partie catalane, défense Tarrasch)
- D1 : 1. d4 d5 2. c4 e6 3. Cc3 Cf6 (gambit dame refusé, variante d'échange et défenses semi-Tarrasch, orthodoxe, Lasker, Tartakover et autres défenses sans ...c6)
- D2 : 1. d4 d5 2. c4 c6 (gambit dame refusé, défense slave et défense semi-slave)
- D3 : 1. d4 Cf6 2. c4 e6 3. Cf3 (défense ouest-indienne, défense Bogo-indienne et autres défenses avec ces coups)
- D4 : 1. d4 Cf6 2. c4 e6 3. Cc3 Fb4 (défense nimzo-indienne)
- D5 : 1. d4 Cf6 2. c4 e6 3. Cc3 Fb4 4. e3 0-0 (défense nimzo-indienne, système Rubinstein)
- D6 : 1. d4 Cf6 2. c4 g6 avec ...d7-d5 (défense Grünfeld et ouverture néo-Grünfeld)
- D7 : 1. d4 Cf6 2. c4 g6 sans ...d7-d5 (défense est-indienne jusqu'à D9, variantes avec fianchetto)
- D8 : 1. d4 Cf6 2. c4 g6 3. Cc3 Fg7 4. e4 (défense est-indienne, variante Sämisch et attaque des quatre pions)
- D9 : 1. d4 Cf6 2. c4 g6 3. Cc3 Fg7 4. e4 d6 5. Fe2 (défense est-indienne, variante Averbakh et variante classique)